# Вильгельм Фридрих (герцог Шлезвиг-Гольштейнский)
Вильгельм Фридрих Шлезвиг-Гольштейнский (нем. Wilhelm Friedrich zu Schleswig-Holstein), (23 августа 1891 — 10 февраля 1965) — глава Шлезвиг-Гольштейнского дома в 1934—1965 годах, сын наследного герцога Шлезвиг-Гольштейнского Фридриха Фердинанда и принцессы Августенбургской Каролины Матильды Шлезвиг-Гольштейн-Зондербург-Августенбургской. Кавалер ордена Слона.

## Биография
Вильгельм Фридрих родился 23 августа 1891 года в поместье Грюнхольц в Шлезвиг-Гольштейне, на территории королевства Пруссия. Он был единственным сыном и пятым ребёнком из шести в семье герцога Шлезвиг-Гольштейн-Зондербург-Глюксбургского Фридриха Фердинанда и его жены Каролины Матильды. Его старшие сёстры — Виктория Аделаида, Александра Виктория, Елена Аделаида и Аделаида, младшая — Каролина Матильда.
В 1931 году его отец стал герцогом Шлезвиг-Гольштейским, Вильгельм Фридрих унаследовал этот титул через три года.
Умер, пережив двух сыновей, 10 февраля 1965 года. Похоронен на родовом кладбище в Луизенлунде.

## Семья и дети
В возрасте 24 лет Вильгельм Фридрих женился на своей троюродной сестре, 17-летней Марие Мелите Гогенлоэ-Лангенбургской. Свадьба прошла 5 февраля 1916 года в Кобурге. 
У супругов родились четверо детей:
- Ганс Альбрехт (12 мая 1917 — 10 августа 1944) — наследник отцовского титула, погиб от ран, полученных в бою на территории Польши во время Второй мировой войны, женат не был, детей не имел;
- Вильгельм Альфред (24 сентября 1919 — 17 июня 1926) — умер в возрасте 6 лет;
- Фридрих Эрнст Петер (30 апреля 1922 — 30 сентября 1980) — наследный герцог Шлезвиг-Гольштейский в 1965—1980 годах, был женат на принцессе Марии Аликс Шаумбург-Липпской, у которых было двое сыновей и две дочери;
- Мария Александра (9 июля 1927 — 14 декабря 2000) — жена американца Дугласа Бартона-Миллера, детей не имела.